# Distretto di Cachar
Il distretto di Cachar  è un distretto dello stato dell'Assam, in India. Il suo capoluogo è Silchar.